# Ллойд Бріджес
Ллойд Бріджес (англ. Lloyd Bridges; 15 січня 1913 — 10 березня 1998) — американський актор. Батько акторів Бо Бріджеса і Джеффа Бріджеса.

## Біографія
Бріджес народився 15 січня 1913 року в Сан-Леандро, штат Каліфорнія. Батько — Ллойд Вернет Бріджес-старший (1887—1962), мати — Гаррієт Евелін Браун (1893—1950). Ллойд закінчив Petaluma High School в 1930 році. Потім він вивчав політологію в Каліфорнійському університеті в Лос-Анджелесі.

## Кар'єра
У 1936 році Ллойд Бріджес зіграв у своєму першому фільмі. У 1939 році він дебютував на Бродвеї в постановці «Отелло». У художніх фільмах Бріджес грав переважно невеликі ролі й ніколи не був однією з провідних зірок Голлівуду. Проте, у нього було чимало пам'ятних робіт у кіно. До числа таких, наприклад, відноситься роль Гарві Пелла у вестерні «Рівно опівдні» (1952). З 1957 по 1961 рік Бріджес грав у телесеріалі «Морський мисливець», що приніс йому широку популярність. Також він був частим гостем в мінісеріалах, таких як «Коріння», «Як був завойований Захід», «Зоряний крейсер „Галактика“». Двічі номінувався на премію «Еммі». Ближче до кінця кар'єри Бріджес відкрив у собі комедійні здібності і знявся в декількох пародійних фільмах: «Аероплан!», «Гарячі голови», «Мафія!» та інших.

## Особисте життя
Під час навчання в університеті Бріджес зустрів свою майбутню дружину Дороті Сімпсон. Вони одружилися в 1938 році, у сімейної пари було троє синів і дочка. Двоє його дітей, Бо Бріджес і Джефф Бріджес, стали відомими акторами.
Ллойд Бріджес помер 10 березня 1998 року в Лос-Анджелесі.

## Фільмографія
- 1952 — Рівно опівдні / High Noon
- 1979 — Острів Ведмежий / Bear Island
- 1980 — Аероплан! / Airplane!
- 1988 — Такер: Людина і його мрія / Tucker: The Man and His Dream
- 1990 — Джо проти вулкана / Joe Versus The Volcano
- 1991 — Гарячі голови / Hot Shots!
- 1992 — Люба, я збільшив дитину / Honey I Blew Up the Kid
- 1993 — Гарячі голови! Частина 2 / Hot Shots! Part Deux